# Campionati europei di beach volley
I Campionati europei di beach volley sono una competizione sportiva organizzata dalla Confédération Européenne de Volleyball (CEV), in cui si assegnano i titoli europei delle competizioni maschili e femminili di beach volley e vengono disputati ogni anno.
I primi Campionati europei di beach volley si tennero nel 1993, esclusivamente per quanto concerne la competizione maschile. Dall'anno successivo venne disputata anche la competizione riservata alle donne e dal 1995 le due manifestazioni si disputano nello stesso periodo e nel medesimo luogo. L'European Championship di Beach volley è una competizione a tappe.

## Albo d'oro

### Uomini
| Anno | Località                              | Oro                                               | Argento                                            | Bronzo                                                |
| 1993 | Almería                               | Jean-Philippe Jodard e Christian Penigaud Francia | Jan Kvalheim e Bjørn Maaseide Norvegia             | Andrea Ghiurghi e Dionisio Lequaglie Italia           |
| 1994 | Almería                               | Jan Kvalheim e Bjørn Maaseide Norvegia            | Santiago Aguilera e Javier Bosma Spagna            | Jörg Ahmann e Axel Hager Germania                     |
| 1995 | Saint-Quay-Portrieux                  | Marko Klok e Michiel van der Kuip Paesi Bassi     | Milan Džavoronok e Václav Fikar Rep. Ceca          | Piero Antonini e Dionisio Lequaglie Italia            |
| 1996 | Pescara                               | Marek Pakosta e Michal Palinek Rep. Ceca          | Jörg Ahmann e Axel Hager Germania                  | Andrea Ghiurghi e Nicola Grigolo Italia               |
| 1997 | Riccione                              | Vegard Høidalen e Jørre André Kjemperud Norvegia  | Jan Kvalheim e Bjørn Maaseide Norvegia             | Martin Laciga e Paul Laciga Svizzera                  |
| 1998 | Rodi                                  | Martin Laciga e Paul Laciga Svizzera              | Jan Kvalheim e Bjørn Maaseide Norvegia             | Vegard Høidalen e Jørre André Kjemperud Norvegia      |
| 1999 | Palma di Maiorca                      | Martin Laciga e Paul Laciga Svizzera              | Javier Bosma e Fabio Díez Spagna                   | Jan Kvalheim e Bjørn Maaseide Norvegia                |
| 2000 | Getxo                                 | Martin Laciga e Paul Laciga Svizzera              | Markus Egger e Sascha Heyer Svizzera               | Vegard Høidalen e Jørre André Kjemperud Norvegia      |
| 2001 | Jesolo                                | Markus Egger e Sascha Heyer Svizzera              | Martin Laciga e Paul Laciga Svizzera               | Vegard Høidalen e Jørre André Kjemperud Norvegia      |
| 2002 | Basilea                               | Markus Dieckmann e Jonas Reckermann Germania      | Martin Laciga e Paul Laciga Svizzera               | Vegard Høidalen e Jørre André Kjemperud Norvegia      |
| 2003 | Alanya                                | Nik Berger e Clemens Doppler Austria              | Markus Dieckmann e Jonas Reckermann Germania       | Markus Egger e Sascha Heyer Svizzera                  |
| 2004 | Timmendorfer Strand                   | Markus Dieckmann e Jonas Reckermann Germania      | Markus Egger e Sascha Heyer Svizzera               | Patrick Heuscher e Stefan Kobel Svizzera              |
| 2005 | Mosca                                 | Pablo Herrera e Raúl Mesa Spagna                  | Patrick Heuscher e Stefan Kobel Svizzera           | Markus Dieckmann e Jonas Reckermann Germania          |
| 2006 | L'Aia                                 | Julius Brink e Christoph Dieckmann Germania       | Jochem de Gruijter e Gijs Ronnes Paesi Bassi       | Patrick Heuscher e Stefan Kobel Svizzera              |
| 2007 | Valencia                              | Clemens Doppler e Peter Gartmayer Austria         | Reinder Nummerdor e Richard Schuil Paesi Bassi     | David Klemperer e Eric Koreng Germania                |
| 2008 | Amburgo                               | Reinder Nummerdor e Richard Schuil Paesi Bassi    | Kay Matysik e Stefan Uhmann Germania               | Dmitrij Barsuk e Igor' Kolodinskij Russia             |
| 2009 | Soči                                  | Reinder Nummerdor e Richard Schuil Paesi Bassi    | Florian Gosch e Alexander Horst Austria            | Adrián Gavira e Pablo Herrera Spagna                  |
| 2010 | Berlino                               | Reinder Nummerdor e Richard Schuil Paesi Bassi    | Clemens Doppler e Matthias Mellitzer Austria       | Mārtiņš Pļaviņš e Jānis Šmēdiņš Lettonia              |
| 2011 | Kristiansand                          | Julius Brink e Jonas Reckermann Germania          | Jonathan Erdmann e Kay Matysik Germania            | Reinder Nummerdor e Richard Schuil Paesi Bassi        |
| 2012 | L'Aia                                 | Julius Brink e Jonas Reckermann Germania          | Emiel Boersma e Daan Spijkers Paesi Bassi          | Tarjei Skarlund e Martin Spinnangr Norvegia           |
| 2013 | Klagenfurt                            | Adrián Gavira e Pablo Herrera Spagna              | Aleksandrs Samoilovs e Jānis Šmēdiņš Lettonia      | Grzegorz Fijałek e Mariusz Prudel Polonia             |
| 2014 | Quartu Sant'Elena                     | Daniele Lupo e Paolo Nicolai Italia               | Aleksandrs Samoilovs e Jānis Šmēdiņš Lettonia      | Clemens Doppler e Alexander Horst Austria             |
| 2015 | Klagenfurt                            | Aleksandrs Samoilovs e Jānis Šmēdiņš Lettonia     | Alex Ranghieri e Adrian Carambula Italia           | Reinder Nummerdor e Christiaan Varenhorst Paesi Bassi |
| 2016 | Biel/Bienne                           | Daniele Lupo e Paolo Nicolai Italia               | Konstantin Semënov e Vjačeslav Krasil'nikov Russia | Grzegorz Fijałek e Mariusz Prudel Polonia             |
| 2017 | Jūrmala                               | Daniele Lupo e Paolo Nicolai Italia               | Aleksandrs Samoilovs e Jānis Šmēdiņš Lettonia      | Alexander Brouwer e Robert Meeuwsen Paesi Bassi       |
| 2018 | L'Aja, Rotterdam, Apeldoorn e Utrecht | Anders Mol e Christian Sørum Norvegia             | Aleksandrs Samoilovs e Jānis Šmēdiņš Lettonia      | Adrián Gavira e Pablo Herrera Spagna                  |
| 2019 | Mosca                                 | Anders Mol e Christian Sørum Norvegia             | Konstantin Semënov e Ilya Leshukov Russia          | Martin Ermacora e Moritz Pristauz Austria             |
| 2020 | Jūrmala                               | Anders Mol e Christian Sørum Norvegia             | Vjačeslav Krasil'nikov e Oleg Stoyanovskiy Russia  | Daniele Lupo e Paolo Nicolai Italia                   |
| 2021 | Vienna                                | Anders Mol e Christian Sørum Norvegia             | Stefan Boermans e Yorick de Groot Paesi Bassi      | Piotr Kantor e Bartosz Łosiak Polonia                 |
| 2022 | Monaco di Baviera                     | David Åhman e Jonatan Hellvig Svezia              | Ondřej Perušič e David Schweiner Rep. Ceca         | Anders Mol e Christian Sørum Norvegia                 |
| 2023 | Vienna                                | David Åhman e Jonatan Hellvig Svezia              | Leon Luini e Yorick de Groot Paesi Bassi           | Sergiy Popov e Eduard Reznik Ucraina                  |
| 2024 | L'Aia, Arnhem e Apeldoorn             | Mārtiņš Pļaviņš Kristiāns Fokerots Lettonia       | Nils Ehlers Clemens Wickler Germania               | Steven van de Velde Matthew Immers Paesi Bassi        |

### Donne
| Anno | Località                              | Oro                                                 | Argento                                           | Bronzo                                            |
| 1994 | Espinho                               | Beate Bühler e Danja Müsch Germania                 | Martina Hudcová e Dolores Storková Rep. Ceca      | Cristiana Parenzan e Lucilla Perrotta Italia      |
| 1995 | Saint-Quay-Portrieux                  | Cordula Borger e Beate Paetow Germania              | Merita Berntsen e Ragni Hestad Norvegia           | Cristiana Parenzan e Lucilla Perrotta Italia      |
| 1996 | Pescara                               | Eva Celbová e Soňa Nováková Rep. Ceca               | Beate Bühler e Danja Müsch Germania               | Laura Bruschini e Annamaria Solazzi Italia        |
| 1997 | Riccione                              | Laura Bruschini e Annamaria Solazzi Italia          | Daniela Gattelli e Lucilla Perrotta Italia        | Eva Celbová e Soňa Nováková Rep. Ceca             |
| 1998 | Rodi                                  | Eva Celbová e Soňa Nováková Rep. Ceca               | Rebekka Kadijk e Debora Schoon-Kadijk Paesi Bassi | Laura Bruschini e Annamaria Solazzi Italia        |
| 1999 | Palma di Maiorca                      | Laura Bruschini e Annamaria Solazzi Italia          | Anabelle Prawerman e Cécile Rigaux Francia        | Eva Celbová e Soňa Nováková Rep. Ceca             |
| 2000 | Getxo                                 | Laura Bruschini e Annamaria Solazzi Italia          | Danja Müsch e Jana Vollmer Germania               | Rebekka Kadijk e Debora Schoon-Kadijk Paesi Bassi |
| 2001 | Jesolo                                | Vasso Karantasiou e Effrosyni Sfyri Grecia          | Simone Kuhn e Nicole Schnyder-Benoit Svizzera     | Andrea Ahmann e Ulrike Schmidt Germania           |
| 2002 | Basilea                               | Daniela Gattelli e Lucilla Perrotta Italia          | Rebekka Kadijk e Marrit Leenstra Paesi Bassi      | Eva Celbová e Soňa Nováková Rep. Ceca             |
| 2003 | Alanya                                | Stephanie Pohl e Okka Rau Germania                  | Andrea Ahmann e Jana Vollmer Germania             | Daniela Gattelli e Lucilla Perrotta Italia        |
| 2004 | Timmendorfer Strand                   | Simone Kuhn e Nicole Schnyder-Benoit Svizzera       | Susanne Glesnes e Kathrine Maaseide Norvegia      | Daniela Gattelli e Lucilla Perrotta Italia        |
| 2005 | Mosca                                 | Vassiliki Arvaniti e Vasso Karantasiou Grecia       | Rebekka Kadijk e Merel Mooren Paesi Bassi         | Stephanie Pohl e Okka Rau Germania                |
| 2006 | L'Aia                                 | Aleksandra Širjaeva e Natal'ja Urjadova Russia      | Rebekka Kadijk e Merel Mooren Paesi Bassi         | Nila Håkedal e Ingrid Tørlen Norvegia             |
| 2007 | Valencia                              | Vassiliki Arvaniti e Vasso Karantasiou Grecia       | Sara Goller e Laura Ludwig Germania               | Nila Håkedal e Ingrid Tørlen Norvegia             |
| 2008 | Amburgo                               | Sara Goller e Laura Ludwig Germania                 | Nila Håkedal e Ingrid Tørlen Norvegia             | Susanne Glesnes e Kathrine Maaseide Norvegia      |
| 2009 | Soči                                  | Inese Jursone e Inguna Minusa Lettonia              | Sara Goller e Laura Ludwig Germania               | Simone Kuhn e Nadine Zumkehr Svizzera             |
| 2010 | Berlino                               | Sara Goller e Laura Ludwig Germania                 | Katrin Holtwick e Ilka Semmler Germania           | Emilia Nyström e Erika Nyström Finlandia          |
| 2011 | Kristiansand                          | Greta Cicolari e Marta Menegatti Italia             | Barbara Hansel e Sara Montagnolli Austria         | Sara Goller e Laura Ludwig Germania               |
| 2012 | L'Aia                                 | Sanne Keizer e Marleen van Iersel Paesi Bassi       | Vassiliki Arvaniti e Maria Tsiartsiani Grecia     | Liliana Fernández e Elsa Baquerizo Spagna         |
| 2013 | Klagenfurt                            | Doris Schwaiger e Stefanie Schwaiger Austria        | Elsa Baquerizo e Liliana Fernández Steiner Spagna | Laura Ludwig e Kira Walkenhorst Germania          |
| 2014 | Quartu Sant'Elena                     | Madelein Meppelink e Marleen van Iersel Paesi Bassi | Tanja Goricanec e Tanja Hüberli Svizzera          | Laura Ludwig e Kira Walkenhorst Germania          |
| 2015 | Klagenfurt                            | Laura Ludwig e Kira Walkenhorst Germania            | Evgenia Ukolova e Ekaterina Chomjakova Russia     | Kinga Kolosinska e Monika Brzostek Polonia        |
| 2016 | Biel/Bienne                           | Laura Ludwig e Kira Walkenhorst Germania            | Markéta Sluková e Barbora Hermannová Rep. Ceca    | Karla Borger e Britta Büthe Germania              |
| 2017 | Jūrmala                               | Nadja Glenzke e Julia Großner Germania              | Kristýna Kolocová e Michala Kvapilová Rep. Ceca   | Chantal Laboureur e Julia Sude Germania           |
| 2018 | L'Aja, Rotterdam, Apeldoorn e Utrecht | Sanne Keizer e Madelein Meppelink Paesi Bassi       | Nina Betschart e Tanja Hüberli Svizzera           | Barbora Hermannová e Markéta Sluková Rep. Ceca    |
| 2019 | Mosca                                 | Tīna Graudiņa e Anastasija Kravčenoka Lettonia      | Katarzyna Kociolek e Kinga Wojtasik Polonia       | Elsa Baquerizo e Liliana Fernández Steiner Spagna |
| 2020 | Jūrmala                               | Joana Heidrich e Anouk Vergé-Dépré Svizzera         | Kim Behrens e Cinja Tillmann Germania             | Nadezda Makroguzova e Svetlana Kholomina Russia   |
| 2021 | Vienna                                | Nina Betschart e Tanja Hüberli Svizzera             | Katja Stam e Raïsa Schoon Paesi Bassi             | Karla Borger e Julia Sude Germania                |
| 2022 | Monaco di Baviera                     | Tīna Graudiņa e Anastasija Kravčenoka Lettonia      | Nina Betschart e Tanja Hüberli Svizzera           | Raïsa Schoon e Katja Stam Paesi Bassi             |
| 2023 | Vienna                                | Nina Betschart e Tanja Hüberli Svizzera             | Daniela Álvarez e Tania Moreno Spagna             | Laura Ludwig e Louisa Lippmann Germania           |
| 2024 | L'Aia, Arnhem e Apeldoorn             | Svenja Müller Cinja Tillmann Germania               | Valentina Gottardi Marta Menegatti Italia         | Esmée Böbner Zoé Vergé-Dépré Svizzera             |

## Medagliere
Dati aggiornati al Campionati europei di beach volley 2024

### Uomini
| Posiz. | Nazione     | Oro | Argento | Bronzo | Totale |
| ------ | ----------- | --- | ------- | ------ | ------ |
| 1      | Norvegia    | 6   | 3       | 7      | 16     |
| 2      | Germania    | 5   | 5       | 3      | 13     |
| 3      | Svizzera    | 4   | 5       | 4      | 13     |
| 4      | Paesi Bassi | 4   | 5       | 4      | 13     |
| 5      | Italia      | 3   | 1       | 4      | 8      |
| 6      | Lettonia    | 2   | 4       | 1      | 7      |
| 7      | Austria     | 2   | 2       | 2      | 6      |
| 7      | Spagna      | 2   | 2       | 2      | 6      |
| 9      | Svezia      | 2   | 0       | 0      | 2      |
| 10     | Rep. Ceca   | 1   | 2       | 0      | 3      |
| 11     | Francia     | 1   | 0       | 0      | 1      |
| 12     | Russia      | 0   | 3       | 1      | 4      |
| 13     | Polonia     | 0   | 0       | 3      | 3      |
| 14     | Ucraina     | 0   | 0       | 1      | 1      |
| Totale | Totale      | 32  | 32      | 32     | 96     |

### Donne
| Posiz. | Nazione     | Oro | Argento | Bronzo | Totale |
| ------ | ----------- | --- | ------- | ------ | ------ |
| 1      | Germania    | 9   | 7       | 10     | 26     |
| 2      | Italia      | 5   | 2       | 5      | 12     |
| 3      | Svizzera    | 4   | 4       | 2      | 10     |
| 4      | Paesi Bassi | 3   | 5       | 2      | 10     |
| 5      | Grecia      | 3   | 1       | 0      | 4      |
| 6      | Lettonia    | 3   | 0       | 0      | 3      |
| 7      | Rep. Ceca   | 2   | 3       | 4      | 9      |
| 8      | Russia      | 1   | 1       | 1      | 3      |
| 9      | Austria     | 1   | 1       | 0      | 2      |
| 10     | Norvegia    | 0   | 3       | 3      | 6      |
| 11     | Spagna      | 0   | 2       | 2      | 4      |
| 12     | Polonia     | 0   | 1       | 1      | 2      |
| 13     | Francia     | 0   | 1       | 0      | 1      |
| 14     | Finlandia   | 0   | 0       | 1      | 1      |
| Totale | Totale      | 31  | 31      | 31     | 93     |

### Totale
| Posiz. | Nazione     | Oro | Argento | Bronzo | Totale |
| ------ | ----------- | --- | ------- | ------ | ------ |
| 1      | Germania    | 14  | 12      | 13     | 39     |
| 2      | Svizzera    | 8   | 9       | 6      | 23     |
| 3      | Italia      | 8   | 3       | 9      | 20     |
| 4      | Paesi Bassi | 7   | 9       | 6      | 22     |
| 5      | Norvegia    | 6   | 6       | 10     | 22     |
| 6      | Lettonia    | 5   | 4       | 1      | 10     |
| 7      | Rep. Ceca   | 3   | 5       | 4      | 12     |
| 8      | Austria     | 3   | 3       | 2      | 8      |
| 9      | Grecia      | 3   | 1       | 0      | 4      |
| 10     | Spagna      | 2   | 4       | 4      | 10     |
| 11     | Russia      | 1   | 4       | 2      | 7      |
| 12     | Francia     | 1   | 1       | 0      | 2      |
| 13     | Svezia      | 1   | 0       | 0      | 1      |
| 14     | Polonia     | 1   | 0       | 4      | 5      |
| 15     | Finlandia   | 0   | 0       | 1      | 1      |
| 15     | Ucraina     | 0   | 0       | 1      | 1      |
| Totale | Totale      | 63  | 63      | 63     | 189    |